# Svetoslav Todorov
Svetoslav Todorov (bulgarsk: Светослав Тодоров; født 30. august 1978 i Dobrich, Bulgarien) er en bulgarsk tidligere internationale fodboldspiller. Han spillede som angriber. Todorov er den mest scorende for Litex Lovech i den bulgarske A PFG.

## Klubkarriere

### Tidlig karriere
Todorov begyndte sin karriere i den bulgarske første divisionsklub Dobrudzha Dobrich i 1996-97, hvor han scorede to gange i tolv kampe. Derefter tog han til anden divisionsmesterne Litex Lovech, hvor han scorede 34 mål i 70 ligakampe over fire sæsoner. Hans form tiltrak sig opmærksomhed fra engelske klubber, og efter prøvetræninger hos Preston North End og West Ham United, skiftede han til West Ham i januar 2001. I løbet af sin tid i Bulgarien han havde en ren disciplinære rekord og blev kun vist ud én gang (den 13. maj 2000, i et 0-1-nederlag ude mod Spartak Varna i en A PFG kamp).

## Priser
- Mester i Bulgarien 1998, 1999, 2010, 2011
  - Bulgarsk Supercup 2010